# Kryta pływalnia w Kłodzku
Kryta pływalnia w Kłodzku – najnowocześniejszy tego typu obiekt w regionie. Pływalnia usytuowana jest przy ul. Jana Pawła II.

## Opis
Budowę obiektu rozpoczęto w roku 2009. Pływalnia została oddana do użytku 1.07.2011 roku. Koszt inwestycji wyniósł około dwudziestu milionów złotych, a pieniądze pochodziły z budżetu gminy oraz bezzwrotnych dotacji z urzędu marszałkowskiego. Obiekt jest podzielony na trzy funkcjonalne części: sportową, rekreacyjną i spa.
- W części sportowej są dwie niecki. Większa niecka ma sześć torów o wymiarach 2,5 x 25 m, spełniających wymogi międzynarodowej federacji pływackiej FINA[3], a mniejsza o wymiarach 12,5 x 7 m i głębokościach od 0,8 m do 1 m służy do nauki pływania[3]. Na trybunach zmieści się 300 widzów[2].
- W części rekreacyjnej znajduje się podświetlany basen o wymiarach 12 x 6,6 m i głębokości 1,2 m, wyposażony w zjeżdżalnię o długości 66 m, gejzery, bicze wodne[3]. Znajduje się tam również brodzik dla dzieci oraz jacuzzi.
- W części spa znajdują się sauna fińska i turecka[3].

Pływalnia prowadzi zajęcia nauki pływania dla dzieci i dorosłych, a w każdy ostatni piątek miesiąca zawody amatorskiej ligi pływackiej.

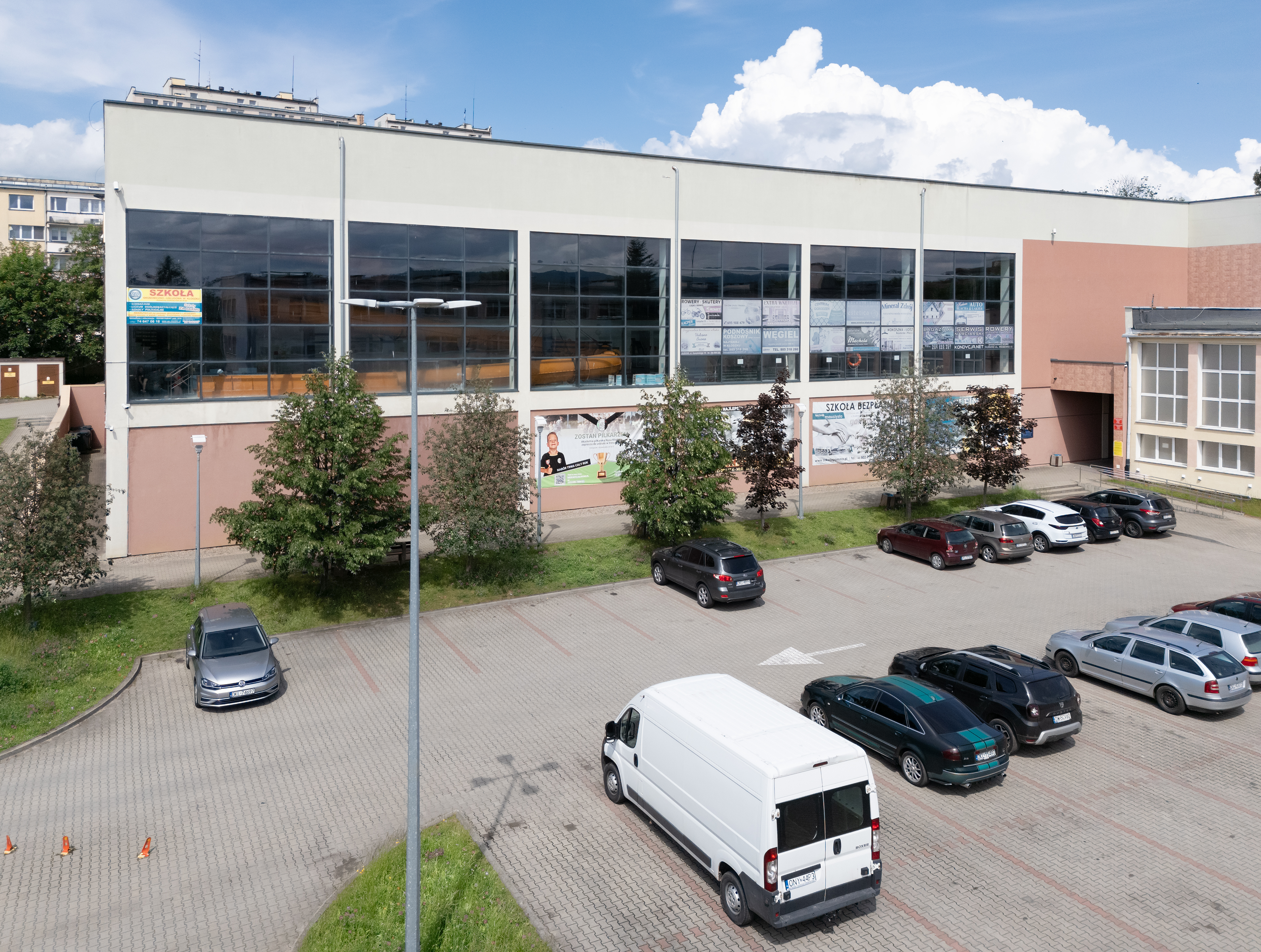
Widok od południowego wschodu